# Núcleo de Edinger-Westphal

O núcleo de Edinger-Westphal forma parte do componente funcional do núcleo oculomotor, com domínio parassimpático. Se relaciona com o músculo ciliar e com o esfíncter da pupila, provocando respostas reflexas dos músculos lisos do esfíncter à luz e à acomodação.
Outrossim, o núcleo de Edinger-Westphal é um termo com frequência utilizado para referir-se à população adjacente de neurônios não pré-ganglionares que não se projetam para o gânglio ciliar ou oftálmico, mas sim na medula espinal, núcleo dorsal da rafe, e nos laterais núcleos septais.
Diferentemente dos neurônios clásicos, que contêm colina-acetiltransferase, os neurônios do núcleo de Edinger-Westphal contêm vários neuropeptídeos, como a Urocortina e transcrição regulada de cocaína e anfetamina.(sites em espanhol)
Anteriormente, havia sido proposto trocar o nome deste grupo de organizações no pré-ganglionares, os neurônios que contêm neuropeptídeos para feixe peri-oculomotor neuronal subgriseal, abreviadamente pIIISG.
Sem dúvida, mais recentemente, uma nomenclatura final foi determinada. Os neurônios do preganglionar oculomotor dentro do núcleo de Edinger-Westphal se conhecem como o EWpg, e os neurônios que contêm neuropeptídeos se conhecem como a projeção central do núcleo de Edinger-Westphal, o EWcp.

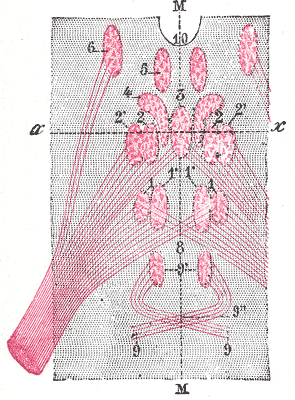

## Localização
O par de núcleos está na parte posterior ao núcleo motor principal (núcleo oculomotor) e ântero-lateral ao aqueducto cerebral no mesencéfalo rostral, a nível do colículo superior.
É o mais rostral do núcleo parassimpático no tronco cerebral.

## Função
O núcleo de Edinger-Westphal provê fibras parassimpáticas pré-ganglionares ao olho, contraindo a pupila, acomodando o cristalino, e a convergência dos olhos
Também foi avaliado em relação a duplicação do tamanho da pupila em expressões faciais tristes. Ao ver uma face triste, as pupilas de participantes de um experimento se dilataram ou se contraíram para refletir a face que viram, o que previu tanto o quão triste se percebe um outro indivíduo, bem como a atividade nesta região.